# Macrophthalmus convexus
Macrophthalmus convexus är en kräftdjursart som beskrevs av William Stimpson 1858. Macrophthalmus convexus ingår i släktet Macrophthalmus och familjen Ocypodidae. Inga underarter finns listade i Catalogue of Life.